# Heterostegane auranticollis
Heterostegane auranticollis är en fjärilsart som beskrevs av Louis Beethoven Prout 1922. Heterostegane auranticollis ingår i släktet Heterostegane och familjen mätare. Inga underarter finns listade i Catalogue of Life.